# Bellano
Bellano ist eine italienische Gemeinde mit 3420 Einwohnern (Stand 31. Dezember 2023) in der Provinz Lecco in der Region Lombardei.

## Geographie
Der Ort liegt am östlichen Ufer des Lago di Como am nördlichen Ende des Valsassina, wo die Pioverna kurz vor der Mündung noch eine Schlucht bildet und umfasst die Fraktionen Biosio, Bonzeno, Costa, Grabbia, Lezzeno, Ombriaco, Oro, Pendaglio, Pennaso, Pradello, Rivalba, Verginate und Vendrogno (Busé, Camaggiore, Inesio, Mornico, Mosnico, Noceno, Sanico, Comasira).  Im Jahr 1971 hatte die Gemeinde Bellano eine Fläche von 2203 Hektar.
Die Nachbargemeinden sind Dervio, Parlasco, Perledo und San Siro.

## Geschichte
Das Gebiet von Bellano war vielleicht schon in der Römerzeit besiedelt. Im letzten Jahrhundert wurden häufig römische Gräber gefunden. In dieser historischen Periode wurde er von der Via Spluga durchquert, einer römischen Straße, die Mailand mit dem Splügenpass verband. Im Jahr 905, aber wahrscheinlich schon seit mehreren Jahrhunderten, war die Stadt im Besitz des Erzbischofs von Mailand, der dort eine Residenz errichtet hatte, von der aus er die Zivilgerichtsbarkeit ausübte.
Wie das Valsassina gelangte es unter die Kontrolle der Familie Torriani und dann, nicht unumstritten, am Ende des 13. Jahrhunderts in den Besitz der Familie Visconti, die ab 1370 das Recht hatte, eigene Statuten zu formulieren. Die Stadt aus dem 14. und 15. Jahrhundert hatte eine herausragende Stellung im Lario-Gebiet: die Stadtmauern[9], das Pretorio, die alte Pfarrkirche in der Nähe der Pioverna, die zahlreichen Paläste, die Frühreife des Unterrichts (Gymnasien sind seit 1417 bezeugt) verliehen Bellano beträchtliches Ansehen, was sowohl die Häufigkeit von Plünderungen (die berühmte venezianische im Jahr 1447), die 1454 mit dem Frieden von Lodi endete, als auch den Widerstand gegen die Lehnsversuche (im Jahr 1467 an die Rusca (Adelsgeschlecht), im Jahr 1471 an Lorenzo da Pesaro) erklärt, bis zur Abtretung des Contado della Riviera mit Bellano, Mandello del Lario und Varenna im Jahr 1480, und im folgenden Jahr kamen Dervio, Corenno Plinio und Monte Introzzo hinzu, an Pietro II Dal Verme, Graf von Bobbio, Voghera, Castel San Giovanni und das gesamte Tidone-Tal, Pieve di Incino und Valsassina. Dieser starb 1485 an den Folgen einer Vergiftung durch seine Frau, und das Lehen wurde Chiara Sforza, Tochter von Galeazzo Maria Sforza, Witwe von Dal Verme, übertragen. Trotz häufiger Enteignungen und Beschädigungen (Zerstörung der Mauern auf Geheiß von Medeghino) gelang es Sforza, die Situation bis zu ihrem Tod (1530) unter Kontrolle zu halten, während ihre Erben Fregoso es 1533 vorzogen, Bellano und die anderen Lehen an die Sfondrati abzutreten. Interessanterweise erlebte die Kunst in Bellano in den turbulenten und oft dramatischen Jahren zwischen 1520 und 1530 eine bemerkenswerte Blütezeit, die sich im Bau der Pfarrkirche widerspiegelt.
Von 1533 bis 1788 war die Stadt ein wichtiger Teil des Lehnsguts der Sfondrati an der Riviera, auch wenn sie unter Schwierigkeiten wie den Seuchen von 1576–1577 und 1630 sowie den Plünderungen von Montalto (1629) und Rhoan (1634) litt. Nach dem Tod des letzten Sfondrati wurde Bellano 1788 wieder zum Staatsbesitz des Herzogtums Mailand.
Am 1. Januar 2020 wurde die bis dahin eigenständige Gemeinde Vendrogno eingemeindet. Im November 2021 wurde Belano in den Kreis der I borghi più belli d’Italia aufgenommen.

## Bevölkerung
| Bevölkerungsentwicklung | Bevölkerungsentwicklung | Bevölkerungsentwicklung | Bevölkerungsentwicklung | Bevölkerungsentwicklung | Bevölkerungsentwicklung | Bevölkerungsentwicklung | Bevölkerungsentwicklung | Bevölkerungsentwicklung | Bevölkerungsentwicklung | Bevölkerungsentwicklung | Bevölkerungsentwicklung | Bevölkerungsentwicklung | Bevölkerungsentwicklung | Bevölkerungsentwicklung | Bevölkerungsentwicklung | Bevölkerungsentwicklung | Bevölkerungsentwicklung | Bevölkerungsentwicklung | Bevölkerungsentwicklung |
| ----------------------- | ----------------------- | ----------------------- | ----------------------- | ----------------------- | ----------------------- | ----------------------- | ----------------------- | ----------------------- | ----------------------- | ----------------------- | ----------------------- | ----------------------- | ----------------------- | ----------------------- | ----------------------- | ----------------------- | ----------------------- | ----------------------- | ----------------------- |
| Jahr                    | 1861                    | 1871                    | 1881                    | 1901                    | 1921                    | 1931                    | 1951                    | 1971                    | 1991                    | 2001                    | 2021                    |                         |                         |                         |                         |                         |                         |                         |                         |
| Einwohner               | 2780                    | 2975                    | 3334                    | 3672                    | 3487                    | 3656                    | 4277                    | 3768                    | 3326                    | 3332                    | 3418                    |                         |                         |                         |                         |                         |                         |                         |                         |
| Quelle: ISTAT           |                         |                         |                         |                         |                         |                         |                         |                         |                         |                         |                         |                         |                         |                         |                         |                         |                         |                         |                         |

## Sehenswürdigkeiten
- Pfarrkirche Santi Nazario e Celso (14. – 15. Jahrhundert)[2]
- Orrido di Bellano[3]

## Persönlichkeiten
- Tommaso Grossi (1791–1853), Schriftsteller und Dichter
- Andrea Vitali (* 1956), Arzt und Schriftsteller
- Gianfranco Polvara (* 1958), Skilangläufer
- Gianluca Brambilla (* 1987), Radrennfahrer
- Simone Petilli (* 1993), Radrennfahrer

## Bilder

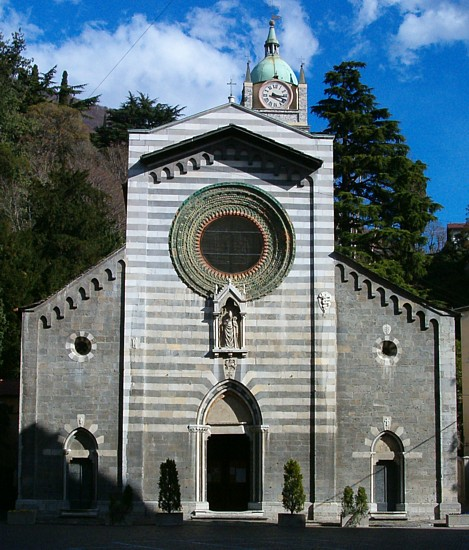
Pfarrkirche Santi Nazario e Celso
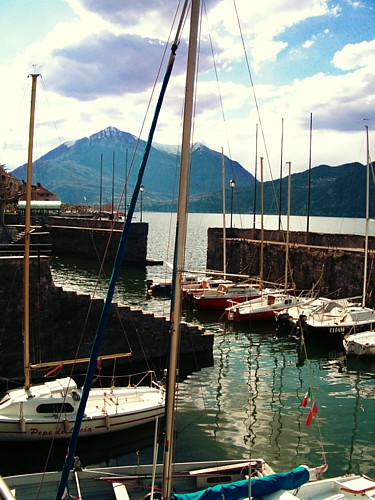
Bellanos Hafen
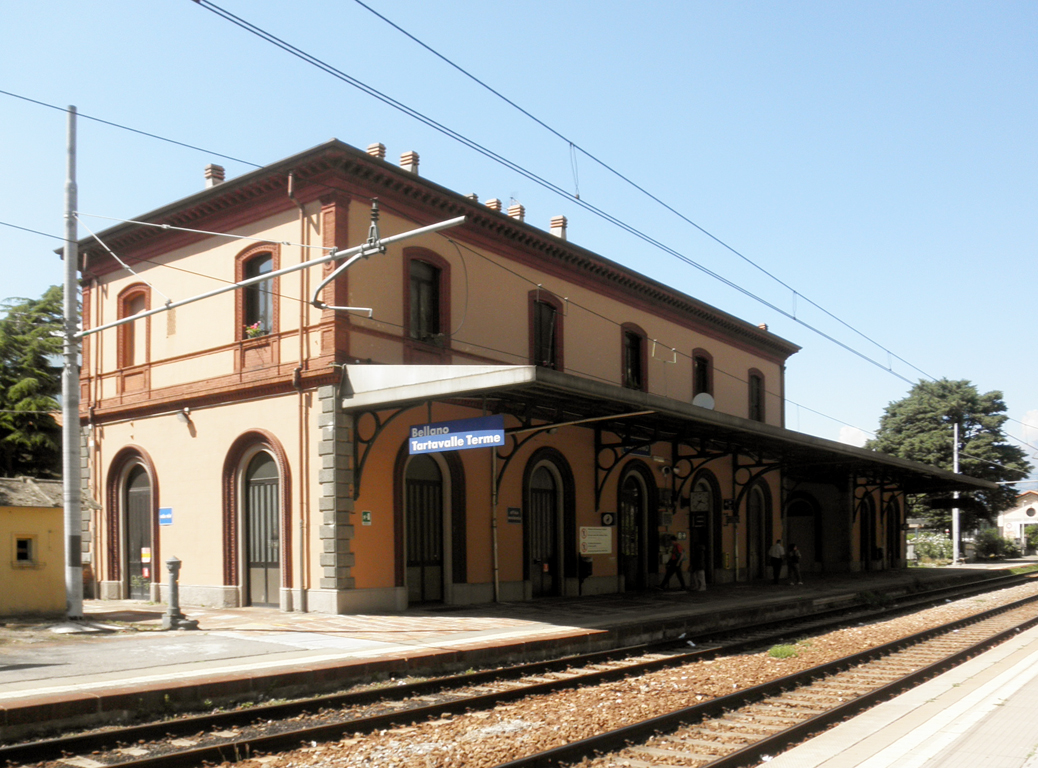
Bahnhof Tartavalle Terme
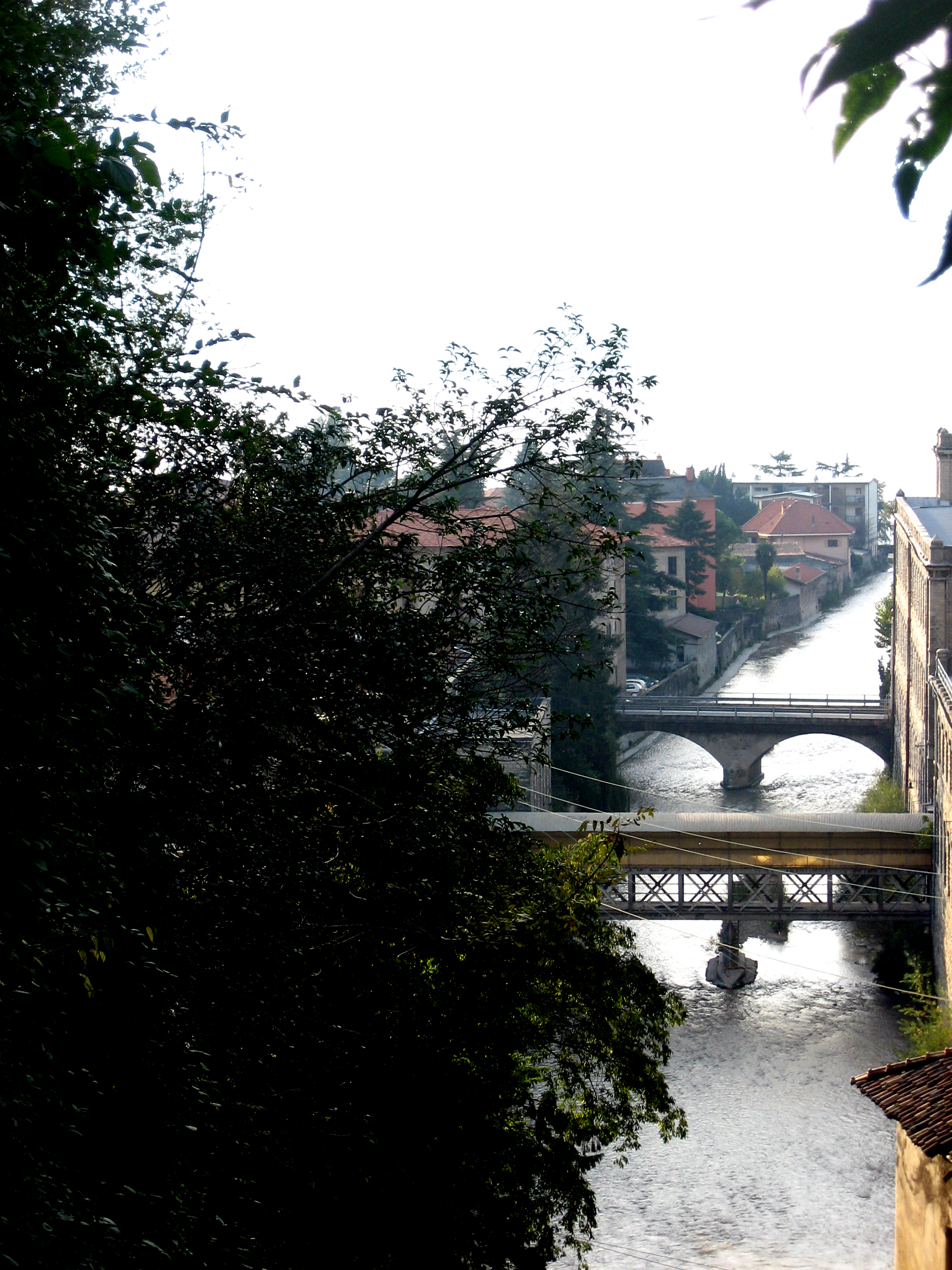
Bellano, Brücken über Fluss Pioverna